# Municipio de San Jacinto Tlacotepec
El municipio de San Jacinto Tlacotepec (del náhuatl: En medio de cerros) es uno de los 570 municipios que conforman al estado mexicano de Oaxaca. Pertenece al distrito de Sola de Vega, dentro de la región sierra sur. Su cabecera es la localidad de San Jacinto Tlacotepec.

## Geografía
El municipio abarca 65.53 km² y se encuentra a una altitud promedio de 1080 m s. n. m., oscilando entre 1900 y 400 m s. n. m.

## Demografía
De acuerdo al último censo, realizado por el INEGI en 2010, en el municipio habitan 2231 personas, repartidas entre 11 localidades.